# Salvatore Giannone
Salvatore Giannone (* 24. Juli 1936 in Triest; † 3. August 2024) war ein italienischer Sprinter.
1958 erreichte er bei den Leichtathletik-Europameisterschaften in Stockholm über 100 m das Halbfinale.
Bei den Olympischen Spielen 1960 in Rom wurde er Vierter in der 4-mal-100-Meter-Staffel und schied über 200 m im Viertelfinale aus.

## Persönliche Bestzeiten
- 100 m: 10,5 s, 5. Juni 1960, Neapel
- 200 m: 21,2 s, 3. Juli 1960, Mailand